# Finlande continentale

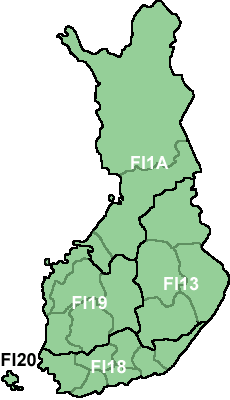
Carte des régions de niveau NUTS 2 de la Finlande

La Finlande continentale (en finnois Manner-Suomi ; en suédois Fasta Finland) est une subdivision de la Finlande utilisée par exemple dans les statistiques pour exclure la province autonome d'Åland. Elle constitue notamment une des deux régions de niveau NUTS 1 de la Finlande, l'autre étant justement les îles Åland.
La Finlande continentale ne doit pas être confondue avec la Finlande propre, qui est la province adjacente aux îles d’Åland. Dans un contexte juridique, la relation entre le continent et les îles Åland est représenté avec paire de mots valtakunta / riket - Maakunta / landskapet, qui se traduisent en français par « le royaume - la province », mais qui sont traduits par le ministère finlandais de la Justice comme « l'État - Åland ».
Le terme est significatif dans le contexte des différences juridiques entre les îles d’Åland et la Finlande continentale, et aussi dans le contexte des différences de culture, de langue, d'histoire, et la perception de la nation entre les Ålandais et les Finlandais de langue suédoise en Finlande continentale. Cependant, puisque la population d'Åland est seulement environ 0,5 % de celle de la Finlande continentale et inférieure à dix pour cent de la population suédophone de Finlande continentale, il y a de nombreux cas où cette distinction est ignorée.
Dans un sens géographique, ce terme peut également être utilisé pour exclure les autres îles au large des côtes de la Finlande.